# ボアカンギン
ボアカンギン(Voacangine)は、Voacanga africanaの根の皮や、その他の植物ではイボガ(Tabernanthe iboga)、Tabernaemontana africana、トウキョウチクトウ(Trachelospermum jasminoides)、Ervatamia yunnanensis等に含まれる。イボガでは、半合成化合物であるイボガインの前駆体となる。動物では、イボガイン自体と同様の抗中毒作用を持つことが示されている。